# Stanisław Michałowski (malarz)

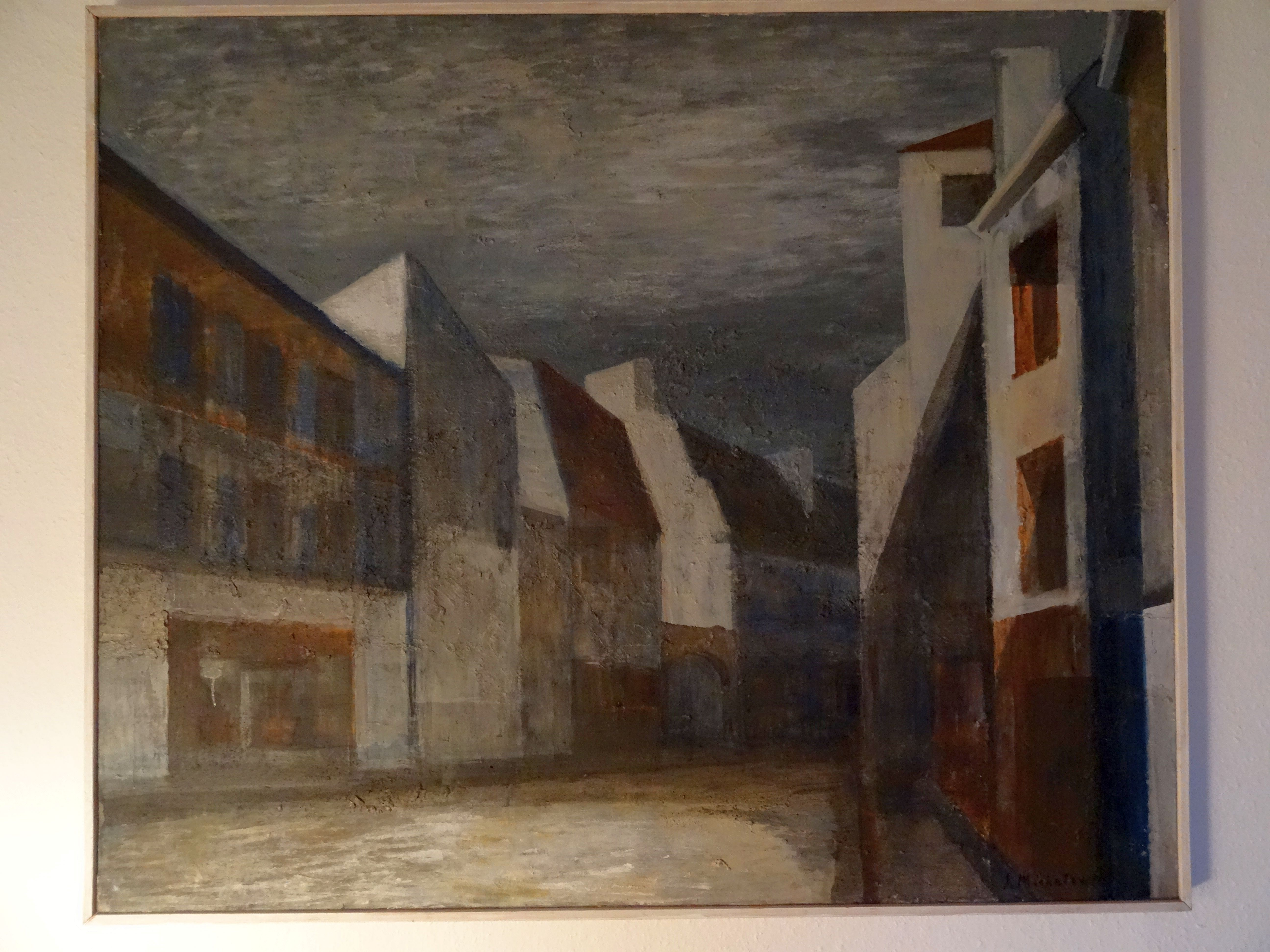
Obraz bez tytułu Stanisława Michałowskiego

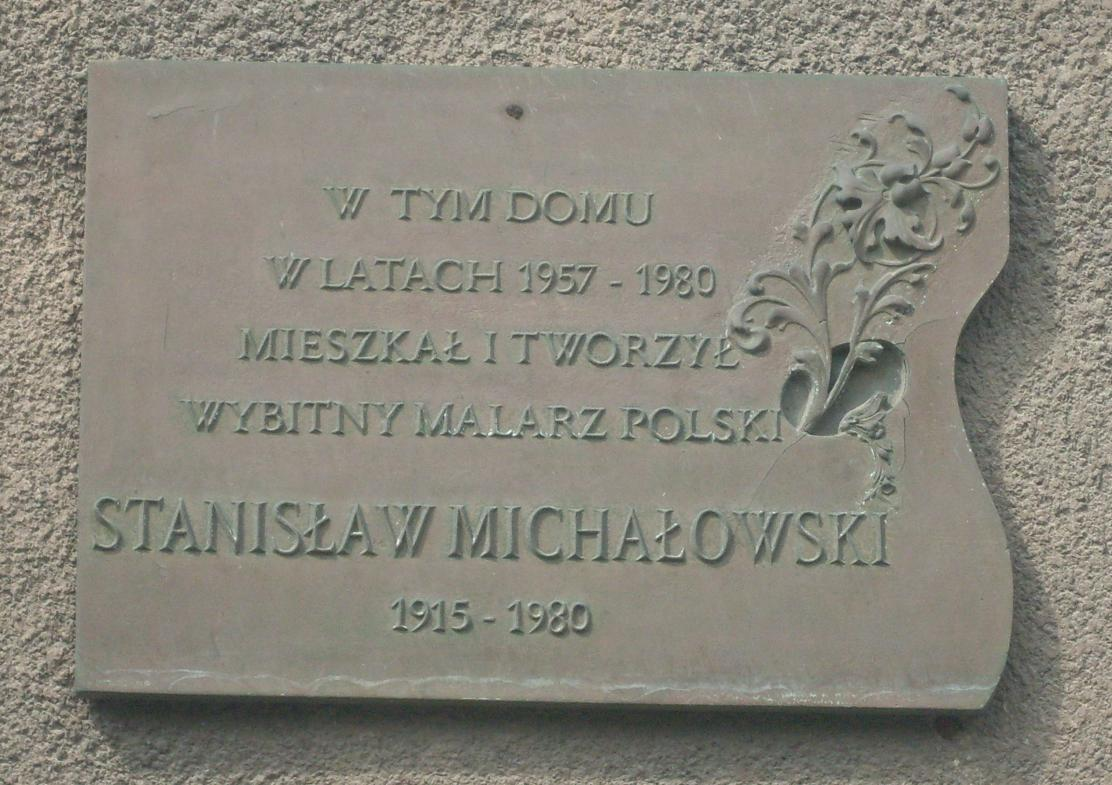
Tablica pamiątkowa w Gdańsku na domu w którym mieszkał przy ulicy Podwale Staromiejskie 89

Stanisław Michałowski (ur. 1915 w Wilnie, zm. 1980 w Gdańsku) – polski artysta malarz.

## Życiorys
W latach 1939-1944 studiował na Wydziale Sztuk Pięknych Uniwersytetu Stefana Batorego w Wilnie u Tymona Niesiołowskiego i Kazimierza Kwiatkowskiego. W 1945 r. osiedlił się w Gdańsku. W latach 1950–1953 był pedagogiem (od 1951  - profesorem) Państwowej Wyższej Szkoły Sztuk Plastycznych w Sopocie, gdzie prowadził Pracownię Malarstwa na Wydziale Malarstwa i rysunek na Wydziale Architektury.
Wśród jego dzieł były pejzaże (w tym nadmorskie i portowe), kompozycje i martwe natury.